# Wyola
Wyola (crow Tséh-mámôhevö'ta) és una concentració de població designada pel cens dels Estats Units a l'estat de Montana. Segons el cens del 2000 tenia 186 habitants.

## Demografia
Segons el cens del 2000, Wyola tenia 186 habitants, 52 habitatges, i 43 famílies. La densitat de població era de 10 habitants per km². El 18,82% són blancs, el 79,03% són amerindis, i el 2,15% d'altres races. Els  hispànics o llatins de qualsevol raça eren el 2,15% de la població.
Dels 52 habitatges en un 48,1% hi vivien nens de menys de 18 anys, en un 55,8% hi vivien parelles casades, en un 23,1% dones solteres, i en un 17,3% no eren unitats familiars. En el 13,5% dels habitatges hi vivien persones soles el 5,8% de les quals corresponia a persones de 65 anys o més que vivien soles. El nombre mitjà de persones vivint en cada habitatge era de 3,58 i el nombre mitjà de persones que vivien en cada família era de 4.
Per edats la població es repartia de la següent manera: un 41,4% tenia menys de 18 anys, un 8,6% entre 18 i 24, un 23,1% entre 25 i 44, un 18,3% de 45 a 60 i un 8,6% 65 anys o més.
L'edat mediana era de 25 anys. Per cada 100 dones de 18 o més anys hi havia 101,9 homes.
La renda mediana per habitatge era de 20.536 $ i la renda mediana per família de 18.750 $. Els homes tenien una renda mediana de 29.375 $ mentre que les dones 15.625 $. La renda per capita de la població era de 7.815 $. Aproximadament el 39,5% de les famílies i el 48% de la població estaven per davall del llindar de pobresa.

## Poblacions més properes
El següent diagrama mostra les poblacions més properes.